# Paul Blobel

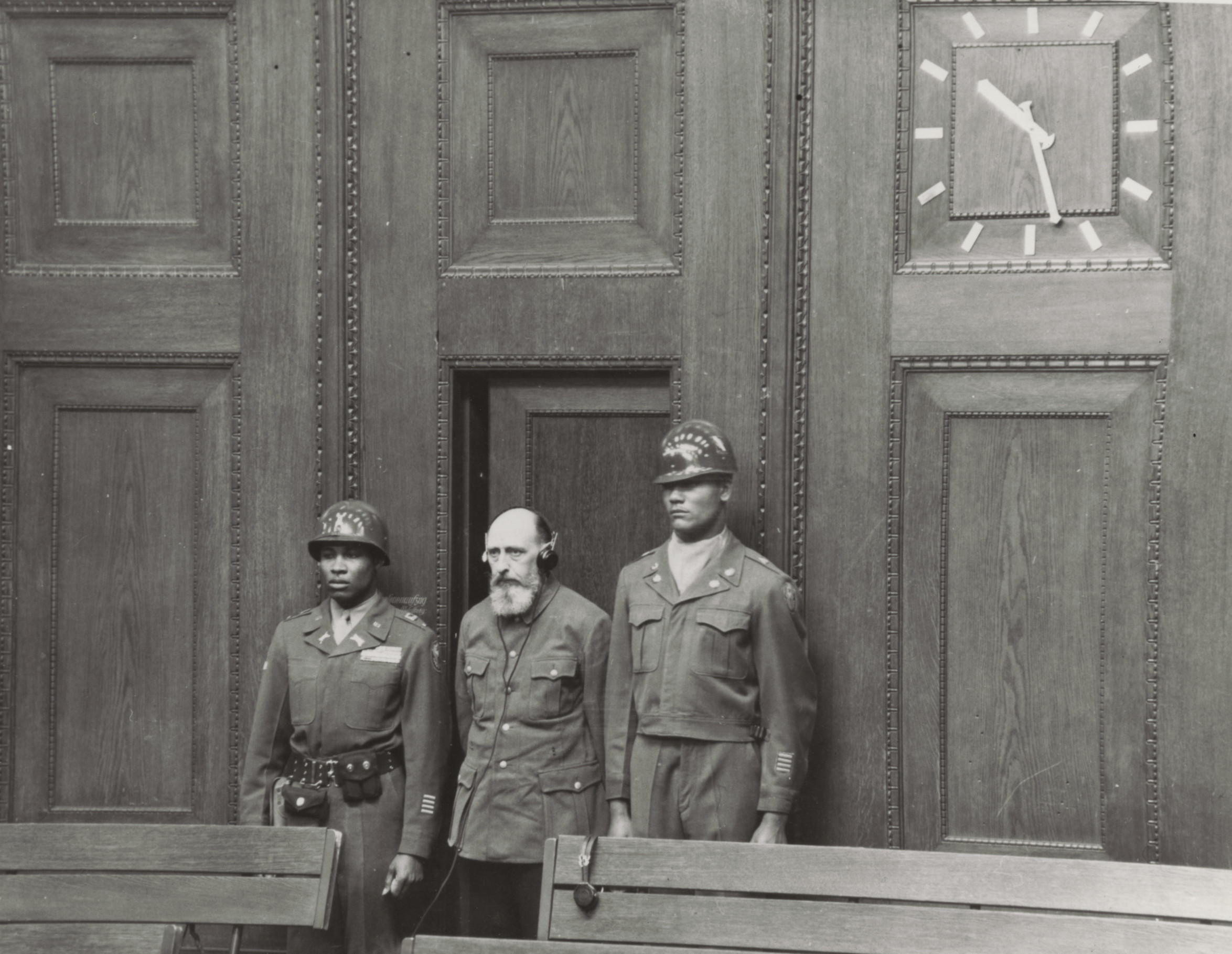
Paul Blobel podczas 9 procesu w Norymberdze tzw. Procesu Einsatzgruppen

Paul Blobel (ur. 13 sierpnia 1894 w Poczdamie, zm. 7 czerwca 1951 w Landsberg am Lech) – SS-Standartenführer, członek SD i jeden z najwyższych oficerów Einsatzgruppe C.

## Życiorys
Urodzony w Poczdamie, w 1912 roku rozpoczął naukę do zawodu murarza, rok później rozpoczął studia z architektury i pracował przez pewien czas jako cieśla. Uczestniczył w I wojnie światowej (za swoją dzielną postawę otrzymał Krzyż Żelazny pierwszej klasy). Po zakończeniu wojny kontynuował studia z architektury, następnie pracował w tym zawodzie dla kilku firm. Po utracie pracy w 1931, wstąpił do NSDAP, gdzie otrzymał numer 844662, a w 1932 do SS (nr SS 2910). Od 1934 był także członkiem SD, w której szybko awansował.
Od czerwca 1941 do 13 stycznia 1942 Blobel dowodził oddziałem Sonderkommando 4a wchodzącym w skład Einsatzgruppe C. Jego jednostka działała na okupowanych wschodnich terenach byłej II RP oraz Ukrainie, dokonując masowych morderstw na Żydach m.in. w Łucku, Dubnie, Żytomierzu i Berdyczowie. Podległy mu pododdział Augusta Häfnera dokonał także głośnej masakry 90 żydowskich sierot z Białej Cerkwi. Po upadku Kijowa Blobel dowodził wielką masakrą Żydów kijowskich w Babim Jarze (29 i 30 września 1941). Ostatnią akcją jaką przeprowadził była likwidacja Żydów w Charkowie w grudniu 1941. 13 stycznia 1942 został odwołany ze stanowiska dowódcy Sonderkommando 4a z powodów zdrowotnych (spowodowane one były nadużywaniem przez Blobela alkoholu). W sumie oblicza się, iż jest on odpowiedzialny za śmierć ok. 60 tysięcy osób.
Następnie Blobel został kierownikiem tzw. akcji 1005. Jego zadaniem było usunięcie wszelkich śladów dokonanych przez nazistów zbrodni. Blobel kierował akcją z Łodzi, a jego bezpośrednim przełożonym był szef gestapo Heinrich Müller. Jego oddziały (tzw. Sonderkommanda 1005) w 1943 ekshumowały zwłoki pomordowanych ofiar na terenie ZSRR i Polski, a następnie paliły je na specjalnie przygotowanych paleniskach (sposób ten wynalazł sam Blobel i zastosował go po raz pierwszy w Chełmnie nad Nerem, następnie stosowany był on także m.in. w Auschwitz-Birkenau). W późniejszym okresie w obozach zagłady wybudowano specjalnie w tym celu wielkie krematoria. Sonderkommanda 1005 składały się z Żydów oraz więźniów innych narodowości, których likwidowano bezzwłocznie po wykonaniu zadania.

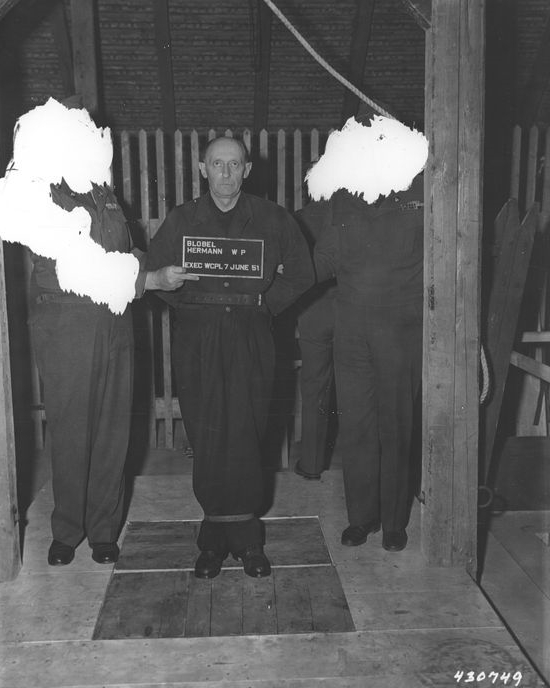
Paul Blobel na moment przed swoją egzekucją

Blobel znalazł się na ławie oskarżonych w dziewiątym procesie norymberskim przed amerykańskim trybunałem wojskowym (tzw. proces Einsatzgruppen). Przyznał się do wymordowania 10 do 15 tysięcy mężczyzn, kobiet i dzieci, jednak według dokładnych ustaleń trybunału liczba ta wynosiła ponad 59 tysięcy ludzi. 10 kwietnia 1948 r. Blobel skazany został na śmierć przez powieszenie i, wraz z trzema innymi oficerami Einsatzgruppen, stracony 7 czerwca 1951 r. w więzieniu Landsberg.

## Odznaczenia
- Krzyż Żelazny II Klasy (1914)[4]
- Krzyż Żelazny I Klasy (1914)[4]
- Krzyż Honorowy dla Walczących na Froncie (6 lutego 1935)[4]
- Okucie Ponownego Nadania Krzyża Żelaznego II Klasy[4]
- Okucie Ponownego Nadania Krzyża Żelaznego I Klasy[4]
- Krzyż Zasługi Wojennej II klasy z mieczami[4]
- Krzyż Zasługi Wojennej I klasy z mieczami[4]